# Montrose (Misisipi)
Montrose es un pueblo del Condado de Jasper, Misisipi, Estados Unidos. Según el censo de 2000 tenía una población de 127 habitantes y una densidad de población de 18.0 hab/km².

## Demografía
Según el censo de 2000, había 127 personas, 51 hogares y 37 familias residiendo en la localidad. La densidad de población era de 18,0 hab./km². Había 73 viviendas con una densidad media de 10,4 viviendas/km². El 86,61% de los habitantes eran blancos, el 12,60% afroamericanos, el 0,79% amerindios. El 2,36% de la población eran hispanos o latinos de cualquier raza.
Según el censo, de los 51 hogares en el 27,5% había menores de 18 años, el 60,8% pertenecía a parejas casadas, el 3,9% tenía a una mujer como cabeza de familia y el 25,5% no eran familias. El 25,5% de los hogares estaba compuesto por un único individuo y el 23,5% pertenecía a alguien mayor de 65 años viviendo solo. El tamaño promedio de los hogares era de 2,49 personas y el de las familias de 2,97.
La población estaba distribuida en un 24,4% de habitantes menores de 18 años, un 11,0% entre 18 y 24 años, un 22,8% de 25 a 44, un 21,3% de 45 a 64 y un 20,5% de 65 años o mayores. La media de edad era 39 años. Por cada 100 mujeres había 104,8 hombres. Por cada 100 mujeres de 18 años o más, había 92,0 hombres.
Los ingresos medios por hogar en la localidad eran de 29.792 dólares ($) y los ingresos medios por familia eran 36.667 $. Los hombres tenían unos ingresos medios de 26.484 $ frente a los 25.000 $ para las mujeres. La renta per cápita para la ciudad era de 14.016 $. El 11,4% de la población y el 11,5% de las familias estaban por debajo del umbral de pobreza. El 9,8% de los menores de 18 años y el 17,6% de los habitantes de 65 años o más vivían por debajo del umbral de pobreza.

## Geografía
Según la Oficina del Censo de los Estados Unidos, la localidad tiene un área total de 7,0 km², todos ellos correspondientes a tierra firme.